# Élections législatives françaises de 2007
Les élections législatives françaises de 2007 se déroulent sur deux tours de scrutin les 10 et 17 juin 2007,, dans le but de renouveler pour cinq ans les 577 sièges de députés de l'Assemblée nationale et d'élire la XIIIe législature de la Cinquième République.
Sans surprise, la majorité sortante de l'Union pour un mouvement populaire (UMP) est reconduite, quelques semaines après l'élection de Nicolas Sarkozy à la présidence de la République, avec toutefois un nombre de sièges réduit par rapport aux précédentes élections. En 2000, à la suite du référendum sur le quinquennat présidentiel, ainsi que l'inversion, en 2001, des calendriers de façon à placer les élections législatives après l'élection présidentielle, ces deux scrutins font partie depuis 2002 de la même séquence électorale. Le scrutin connaît alors un record d'abstention depuis 1958, battant le précédent record de 2002.

## Contexte
Les élections se tiennent cinq semaines après l'élection présidentielle, les dimanches 10 et 17 juin 2007 (pour la métropole).
Une forte abstention avait caractérisé les législatives de 2002, le scrutin ne se déroulant que cinq semaines après la présidentielle. L'Union pour un mouvement populaire, soutenant le nouveau gouvernement nommé par Jacques Chirac, nouvellement réélu, avait alors gagné à une large majorité.
L'obtention par l'UMP d'une majorité des sièges a marqué une rupture avec les alternances systématiques : pour la première fois depuis 1978, la majorité sortante était reconduite.

## Mode d'élection
Les députés sont élus au suffrage universel direct pour un mandat de cinq ans (article 24 de la constitution de la Ve République de 1958).
Lors du premier tour de scrutin, les électeurs votent pour l'un des candidats de leur circonscription électorale le 10 juin 2007. Si l'un des candidats obtient alors la majorité absolue des suffrages exprimés et au moins 25 % des suffrages des inscrits sur les listes, il est élu dès le premier tour.
Le découpage des circonscriptions utilisé est issu du redécoupage des circonscriptions législatives françaises de 1986, lors du retour à un mode de scrutin majoritaire. Le Conseil Constitutionnel avait demandé, le 7 juillet 2005, de réviser le découpage en fonction de l'évolution démographique, comme le prévoit la Constitution après chaque recensement quinquennal, ce qui n'aura finalement pas été fait avant les élections.
Dans les circonscriptions où aucun candidat n'a pu recueillir simultanément la majorité absolue des voix et 25 % des inscrits, un deuxième tour a été organisé le 17 juin 2007. Seuls les candidats ayant obtenu au premier tour au moins 12,5 % des électeurs inscrits dans la circonscription (plus de deux candidats pouvaient donc être présents au second tour) pouvaient se maintenir pour le second. Le candidat recevant la majorité simple des suffrages exprimés a alors été élu. Si un seul ou aucun candidat n'avait pas réalisé ces 12,5 %, le deuxième tour s'effectuait entre les deux candidats ayant obtenu le plus de suffrages au premier tour. En cas d'égalité, le candidat le plus âgé a été élu.

### Dates anticipées pour les territoires d'outre-mer
Reconduisant le système mis en place lors de l'élection présidentielle de 2007, l'élection des députés pour les DOM, et autres territoires, ayant un décalage horaire négatif par rapport à la métropole a été avancé d'un jour, de façon que les électeurs n'y votent pas en connaissant déjà le résultat global. En Polynésie française, le premier tour a été avancé d'une semaine pour des raisons techniques (acheminement du matériel électoral, voir aussi Élections législatives de 2007 en Polynésie française). Ainsi les élections ont en fait eu lieu le 2 juin en Polynésie française et le 9 pour la Guadeloupe, la Martinique, la Guyane, Saint-Pierre-et-Miquelon pour le premier tour et le 16 juin pour la Polynésie française, la Guadeloupe, la Martinique, la Guyane, Saint-Pierre et Miquelon pour le second tour.
De cette manière l'ensemble des deux scrutins ont été clos sur l'ensemble du territoire français au plus tard à 20 h les 10 et 17 juin, heure locale en métropole.

## Campagne
Le dépôt des candidatures, ouvert le 14 mai, est clos le 18 mai à 18 h (le 11 mai en Polynésie française). La campagne électorale officielle s'ouvre le 21 mai.
La presse et les médias avançaient généralement qu'il était très peu probable qu'un président élu soit désavoué un mois après son élection lors des législatives. Tous les sondages et projections avaient tendance à aller dans ce sens, une projection BVA pour Orange, la presse régionale et Le Nouvel Observateur du 18 mai 2007 prévoyaient ainsi une nette majorité pour l'UMP, avec entre 317 et 381 députés sur 577, contre 151 à 200 élus pour le PS, 14 à 21 communistes, 4 à 11 divers droite, 0 à 4 du MoDem et 1 ou 2 Verts.
D'après un autre sondage effectué par BVA-orange auprès de 957 personnes les 21 et 22 mai, l'UMP bénéficiait d'un « effet Fillon » puisqu'il obtenait 42 % des intentions de vote soit 379-431 sièges. Le mouvement démocrate obtenait 0-3 sièges, les écologistes 0-3 sièges, le PS 121-159 sièges et le PC 4-10 sièges. Ainsi, l'UMP grimpait encore dans les sondages au détriment du Mouvement démocrate et du Front national. Par ailleurs, le PS et ses alliés restaient stables.

### Partis politiques en présence
Il y avait 7 540 candidats pour les 577 circonscriptions françaises. Et plus d'une douzaine de partis politiques présentaient des candidats.
Les partis présentant des candidats étaient de gauche à droite :
- extrême gauche
  - Lutte ouvrière
  - Ligue communiste révolutionnaire
  - Gauche alternative 2007 avec le soutien de l'Alternative Midi-Pyrénées
  - Communistes
  - Pôle de renaissance communiste en France
  - Parti humaniste
- gauche
  - Parti communiste français
  - Mouvement républicain et citoyen
  - Parti socialiste
  - Les Verts
- centre gauche
  - Parti radical de gauche
- centre
  - Mouvement démocrate
- centre droit
  - Nouveau Centre
- droite
  - Union pour un mouvement populaire
  - Parti radical
  - Mouvement pour la France
  - Debout la République
  - Chasse, pêche, nature et traditions
- extrême droite
  - Alliance patriotique / Mouvement national républicain
  - Front national
- partis régionalistes
  - Parti de la nation occitane
  - Partit occitan
  - Alsace d'abord
  - Abertzaleen Batasuna
  - Mouvement Région Savoie
  - Ligue savoisienne
  - Union démocratique bretonne
  - Parti Breton
  - Unione per una suluzione pulitica
- partis divers non alignés
  - Parti des musulmans de France
  - La France en action
  - France bonapartiste
  - Mouvement écologiste indépendant
  - Le Trèfle - Les nouveaux écologistes
  - Alternative libérale

### UMP et divers droite
L'UMP, et les ex-UDF ralliés à la majorité présidentielle du Nouveau Centre, devaient ainsi emporter la victoire. Il s'agissait pour le parti présidentiel d'obtenir une majorité présidentielle pour mener à bien le programme de Nicolas Sarkozy. Dans cette alliance figuraient également le Forum des républicains sociaux (un à deux députés), et le Parti radical, affiliés à l'UMP.
Le nouveau Premier ministre, nommé le 17 mai, François Fillon, fut chargé de mener cette campagne, d'autant qu'il était depuis 2006 responsable de la coordination du projet législatif de l'UMP, avec pour slogan « Ensemble pour la majorité présidentielle ».
Il lança la campagne dès le 19 mai 2007, le lendemain de la clôture des dépôts de candidatures, dans son fief de la Sarthe où il était lui-même candidat. Son objectif était d'obtenir une légitimité à son gouvernement et à lui-même par le suffrage universel : « Ma légitimité dépend d'abord du président de la République qui m'a nommé mais elle dépend aussi du suffrage universel. Je dois défendre directement le projet gouvernemental. Le Premier ministre doit d'abord être un élu du peuple. »
L'UMP investit officiellement 546 candidats, auxquels s'ajoutaient :
- trois candidats du CNI qui était librement associé à l'UMP (Christian Vanneste, 10e du Nord ; Dominique Fachon, 1re de la Somme ; Gilles Bourdouleix, 5e de Maine-et-Loire).
- 18 députés sortants de l'UDF qui s'étaient ralliés sous la bannière du Parti social libéral européen (Nouveau Centre) à la majorité présidentielle et qui sont en échange soutenus par l'UMP
- deux députés du MPF (les deux sortants des 4e et 5e de la Vendée, dans le cadre des accords électoraux passés entre le MPF et l'UMP dans la région Pays de la Loire)
- 2 candidats non sortants de l'UDF, ralliée au Nouveau Centre (PSLE) et à la majorité présidentielle (dans la 11e circonscription des Hauts-de-Seine et dans la 4e circonscription d'Eure-et-Loir)
- Jean-Christophe Lagarde dans la 5e de Seine-Saint-Denis qui ne s'était pas vu opposer de candidat de la majorité présidentielle
- et enfin Nicolas Dupont-Aignan, qui avait quitté l'UMP et dirigeait le parti souverainiste et gaulliste Debout la République, dans la 8e circonscription de l'Essonne.

Sur les 546 investis par l'UMP, on comptait :
- 160 femmes (soit 30 %, l'UMP a justifié le fait qu'elle ne respectait pas la parité en mettant en avant le fait que le parti avait beaucoup de sortants, c'est toutefois une augmentation par rapport aux 19 % de femmes qui avaient été présentés par la formation de droite en 2002) ;
- dont 43 sortantes (dont les futures ministres Valérie Pécresse et Christine Boutin) ;
- et 2 ministres qui repartaient à la conquête de leur circonscription qu'elles avaient dû quitter pour cause d'incompatibilités prévues par la constitution (Roselyne Bachelot et Michèle Alliot-Marie).

À cela s'ajouta une députée sortante MPF de Vendée (Véronique Besse) et une du CNI dans la 1re circonscription de la Somme (Dominique Fachon).
- Mouvement pour la France :

Le MPF a présenté 500 candidats.

### Parti socialiste et divers gauche

François Hollande, Premier secrétaire du PS, et Ségolène Royal, le 29 mai 2007 au Zénith de Paris

Le Parti socialiste faisait campagne avec pour mot d'ordre de ne pas laisser les « pleins pouvoirs » à Nicolas Sarkozy, avec pour slogan « la gauche qui agit, la gauche qui protège », et espérait un score assez important aux législatives afin de résoudre la crise interne montrée du doigt par de nombreux dirigeants socialistes.
Ainsi, dès le soir de la défaite de Ségolène Royal face à Nicolas Sarkozy, la campagne menée par celle-ci a été critiquée par certains « poids lourds » dont Dominique Strauss-Kahn qui a notamment pointé du doigt la direction du PS et le Premier secrétaire François Hollande. De plus, plusieurs points du pacte présidentiel de Ségolène Royal ont été abandonnés dans le projet législatif, comme les « contrats premières chances » qui étaient prévus pour les jeunes sans qualification ou encore le projet de mettre en place des « jurys citoyens » cher à la candidate mais très critiqué à gauche.
La plupart des dirigeants socialistes appelaient à une profonde réforme du parti, mais étaient en désaccord sur la nature de cette réforme : certains appelaient, comme Dominique Strauss-Kahn, à accepter l'économie de marché et ainsi transformer le PS en un parti social-démocrate, d'autres au contraire souhaitaient un repositionnement plus déterminé à gauche (Laurent Fabius, Jean-Luc Mélenchon).
Enfin, Ségolène Royal souhaitait qu'un congrès soit organisé tout de suite après les législatives pour déjà désigner le candidat ou la candidate socialiste pour la présidentielle de 2012.
Face à ces divisions, François Hollande avait toutefois été réaffirmé comme le chef de la campagne socialiste pour les législatives, et avait dû faire face à l'« ouverture » voulue par Nicolas Sarkozy dans son gouvernement (des socialistes, dont le populaire Bernard Kouchner, rejoignant le gouvernement François Fillon, à l'instar d'Éric Besson et Jean-Pierre Jouyet, Nicolas Sarkozy s'étant également entretenu avec d'autres anciens ministres socialistes tel que Claude Allègre).
Le Premier secrétaire socialiste avait alors fortement critiqué ce qu'il a qualifié de « débauchage individuel » et de « manœuvres de séduction » de la part de la droite, et rappelé dans le même temps que tout socialiste qui rejoindrait le gouvernement Fillon « serait dans un gouvernement de droite, une majorité de droite et des amis de droite ».
Lorsque finalement la nomination au gouvernement de Bernard Kouchner a été rendue officielle le 18 mai 2007, François Hollande avait tout de suite affirmé que celui-ci n'était « plus membre du PS ».
Nul ne pouvait savoir toutefois si cette « ouverture » à gauche allait profiter à la droite ou au contraire servir la gauche. Les socialistes avaient aussi été particulièrement critiques dès le lendemain de l'élection de Nicolas Sarkozy pour les vacances prises par celui-ci sur le yacht privé de Vincent Bolloré au large de Malte.
Sur le plan des accords électoraux à gauche, le PS avait signé des accords avec le Parti radical de gauche (PRG) et le Mouvement républicain et citoyen (MRC) dès la fin de l'année 2006 lorsque ces deux formations ont décidé de ne pas présenter de candidat contre Ségolène Royal.
Le MRC avait ainsi obtenu l'investiture socialiste pour 10 circonscriptions, le choix par les candidats socialistes de suppléants de ce parti dans 6 circonscriptions ainsi que le droit de présenter des candidats contre le socialiste investi dans une soixantaine de circonscriptions, avec un accord de désistement pour le candidat de gauche le mieux placé au second tour.
Le PRG quant à lui avait reçu le soutien du PS dans 32 circonscriptions (35 initialement prévues), dont celles des 9 sortants. Mais le PS avait échoué à trouver un tel accord avec les Verts après la présidentielle, le conseil national refusant le 13 mai 2007 l'offre du PS de leur réserver 14 circonscriptions, dont celles des trois sortants, contre un accord de désistement systématique au second tour.
Le PS avait décidé toutefois de ne pas présenter de candidats dans les circonscriptions des Verts sortants, et avait offert en plus au parti écologiste la première circonscription de la Loire-Atlantique. Aucun accord n'avait pu être trouvé non plus avec les communistes.
La plate-forme PS-PRG-MRC avait présenté 543 candidats (dont 501 socialistes ou apparentés), avec 293 hommes et 250 femmes (soit 47 % de femmes, le PS-PRG-MRC n'avait donc pas atteint l'objectif fixé des 49 % de représentation féminine dans les candidatures).
Selon les sondages, si le PS paraissait divisé, il devait augmenter son groupe à l'Assemblée nationale (pour 142 sortants, il aurait pu passer de 151 à 200 députés selon la projection DNA, d'autant qu'au cours de la présidentielle Ségolène Royal était arrivée en tête dans 205 circonscriptions sur 577 (outre-mer y compris) dont 65 étaient détenues par la droite lors de la législature sortante).

### UDF - Mouvement démocrate

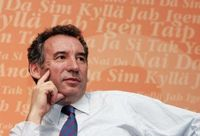
François Bayrou, président de l'UDF et fondateur du MoDem

Le tout nouveau Mouvement démocrate, fondé par l'UDF et CAP21 en mai 2007, a cherché à se faire une place dans le paysage politique français.
Certes, le ralliement de 18 des députés de l'UDF au Nouveau Centre, sur les 29 sortants, la décision de l'UMP d'investir des candidats dans 6 des 7 circonscriptions détenues par les centristes restés fidèles à François Bayrou et le gouvernement « d'ouverture » de Nicolas Sarkozy qui unit des personnalités de droite mais aussi certaines du centre et de gauche ont été des obstacles qu'il devait affronter.
Toutefois, le Mouvement démocrate avait obtenu l'adhésion d'une nette majorité des militants de l'UDF ainsi que du parti écologiste de Corinne Lepage Cap21 et de quelques personnalités venues des Verts (dont l'ancien porte-parole du parti Jean-Luc Bennahmias). Les partisans de François Bayrou avaient l'intention de bénéficier des retombées du bon score du candidat centriste au premier tour, score multiplié par 3 entre 2002 et 2007.
Le MoDem avait compté depuis sa création plus de 75 000 pré-adhésions, traduisant un mouvement de rénovation de grande ampleur de la vie politique française. Nombreux sont les nouveaux adhérents qui n'avaient jamais adhéré auparavant à un mouvement politique. L'idée était de créer un mouvement qui ne fait ni un soutien inconditionnel, ni une opposition systématique à la majorité au pouvoir. En résumé, l'élu MoDem votera, non en fonction de considérations partisanes, mais en son âme et conscience, en fonction de l'intérêt général.
Il y avait 535 candidats étiquetés UDF - MoDem, notamment dans de nombreuses circonscriptions où le sortant était UMP. Il y avait :
- 200 femmes et 335 hommes ;
- environ une quarantaine de personnalités venues des Verts ou de Cap 21 ;
- 5 sortants investis (François Bayrou et Jean Lassalle dans les Pyrénées-Atlantiques, département où le candidat centriste était arrivé en tête lors du premier tour de la présidentielle, Anne-Marie Comparini dans le Rhône, Gilles Artigues dans la Loire et Jean-Christophe Lagarde en Seine-Saint-Denis[15]), six députés européens (dont la no 2 du nouveau MoDem, Marielle de Sarnez, à Paris et l'ancien présentateur télévisé Jean-Marie Cavada dans le Val-de-Marne[16]).

Le départ des députés anciennement UDF ralliés à la majorité présidentielle avait conduit par ailleurs à l'émergence d'une nouvelle génération de candidats, sur laquelle le MoDem comptait appuyer son développement.
Le Mouvement démocrate avait repris le slogan de la campagne présidentielle de François Bayrou, « La France de toutes nos forces ».

### Parti communiste français

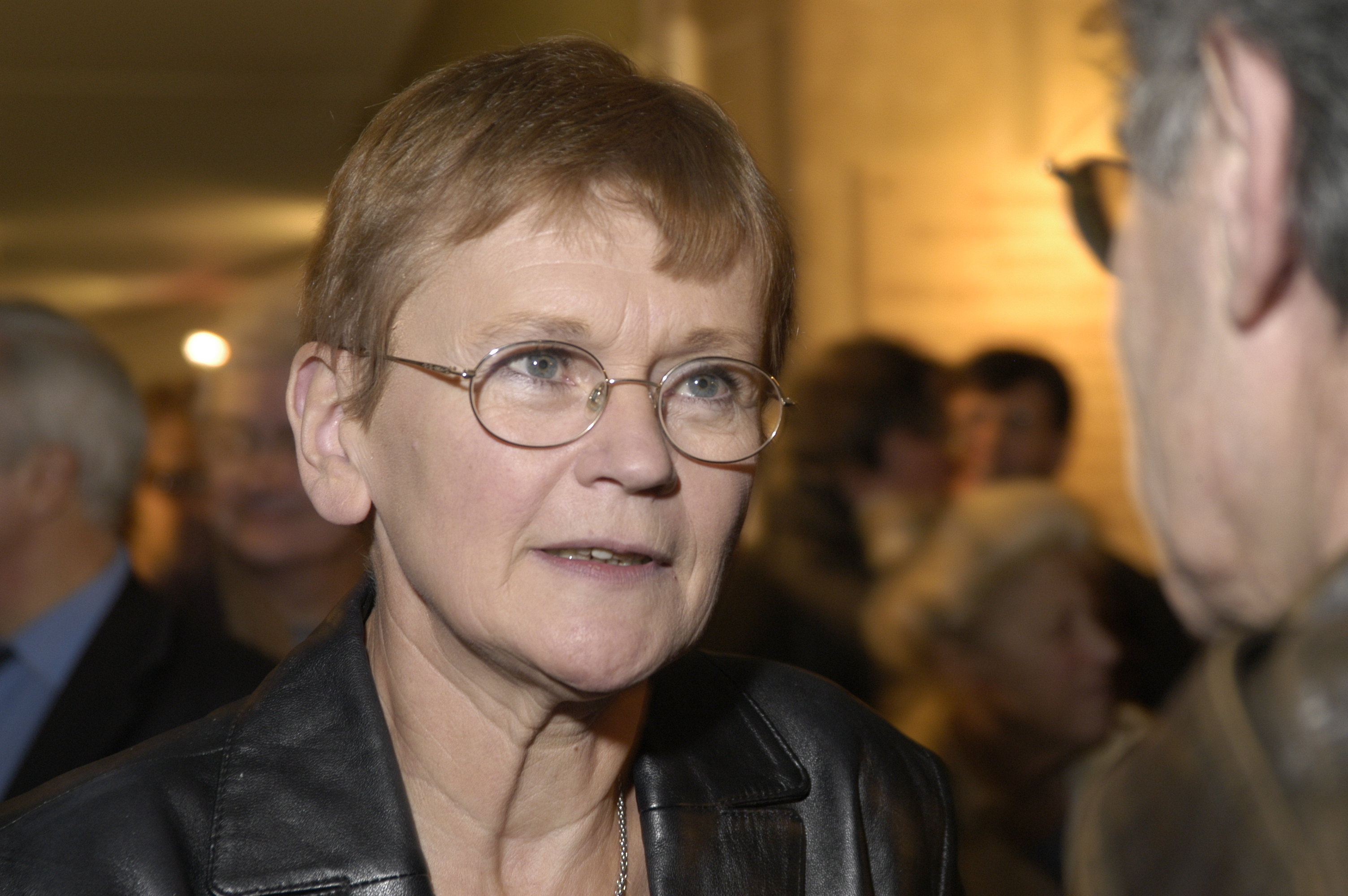
Marie-George Buffet, secrétaire nationale du PCF

L'enjeu principal, et avoué, des communistes était d'obtenir au moins 20 députés pour pouvoir conserver un groupe à l'Assemblée. Ils avaient pour slogan pour ce scrutin : « Face à la droite dure… très dure ! Ne rien céder, pour une gauche à la hauteur de vos exigences » Les communistes avaient 21 sortants, dont 14 se représentaient. Au total, le PCF avait investi 518 candidatures.
Toutefois, le très faible score de Marie-George Buffet à la présidentielle (1,93 % des voix au 1er tour) et l'échec de l'appel des communistes à présenter le plus possible des candidatures unitaires de la gauche que ce soit avec les socialistes (aucun accord n'avait pu être établi jusqu'à présent) ou avec les collectifs anti-libéraux et autres formations de la « gauche de la gauche », seulement un tiers des candidats investis par le parti étant également soutenus par des collectifs antilibéraux contre une dizaine de candidats de ces collectifs soutenus en retour par les communistes.
Le sondage et la projection BVA du 18 mai créditaient ainsi le PCF de 3 % au 1er tour. Toutefois, des désistements devaient avoir lieu entre les deux tours, chaque formation de gauche appelant à ce que l'on soutienne le candidat de gauche le mieux placé lorsque celui-ci avait une chance de battre le candidat de droite, ce qui fait que la projection prévoyait que le parti obtienne finalement entre  14 et 21 députés à l'issue des élections.

### Les Verts

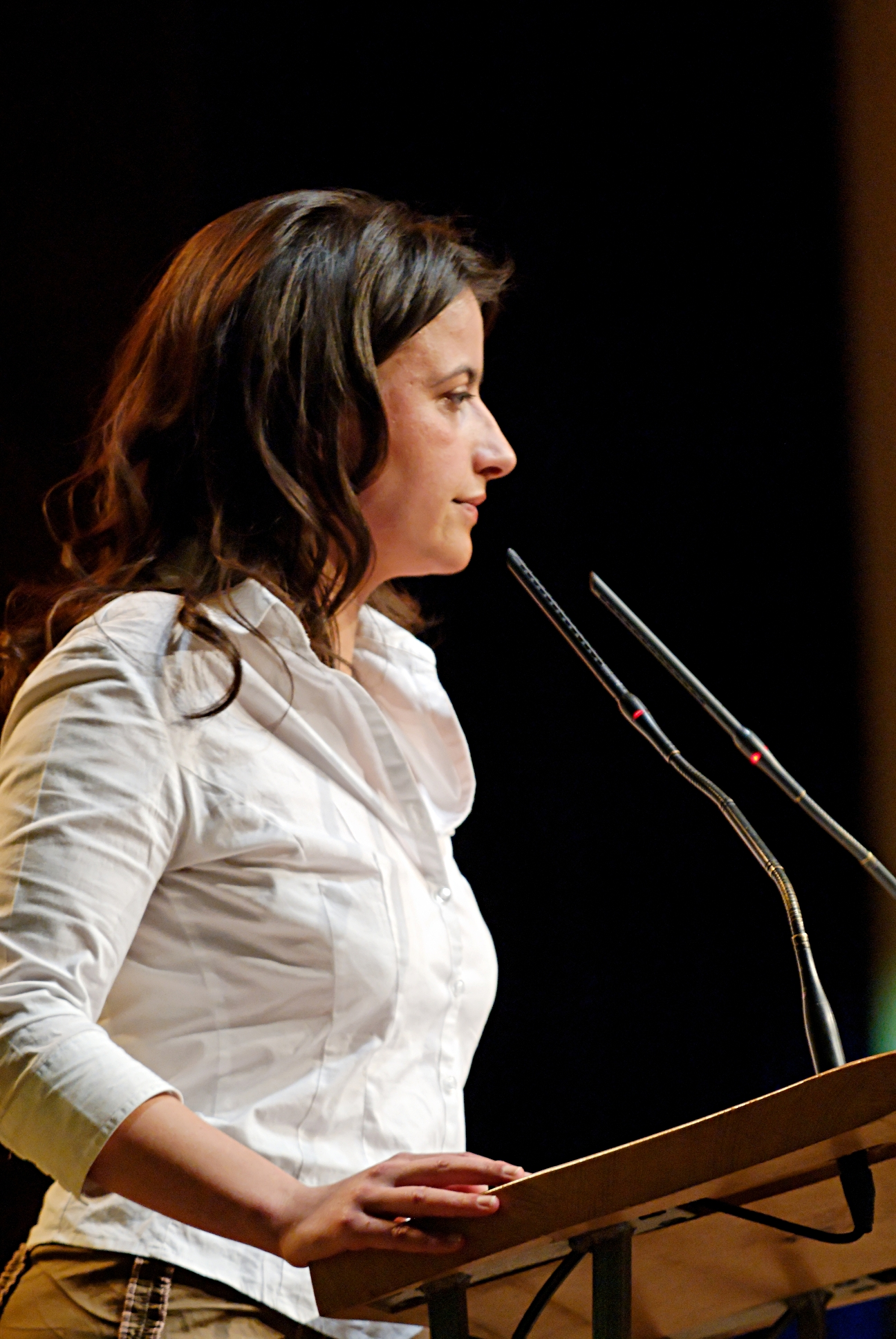
Cécile Duflot, secrétaire nationale des Verts

Les Verts ont refusé le 13 mai 2007 par vote au Conseil national inter régional la proposition d'accord électoral des socialistes pour les législatives, estimant l'offre du PS (14 circonscriptions réservées aux écologistes, dont 3 pour les sortants et 3 autres postes) trop faible. Toutefois, les trois sortants (Yves Cochet et Martine Billard à Paris et Noël Mamère en Gironde) ainsi qu'un quatrième candidat, François de Rugy, à Nantes, et l'ancien député apparenté Vert André Aschieri, dans les Alpes-Maritimes n'avaient pas de candidat PS face à eux. Ce n’est pas le cas de Jean-Marc Brûlé et Jean-Vincent Placé.
Pourtant le faible score de Dominique Voynet à la présidentielle (1,57 %, soit une baisse importante par rapport aux 5,25 % de Noël Mamère en 2002) devait quelque peu handicaper le mouvement, d'autant que certaines personnalités (mais minoritaires) avaient rejoint le Mouvement démocrate de François Bayrou (3 des 535 centristes sont ainsi des anciens Verts).
Cependant un sondage Ipsos du 16 mai laissait augurer 4 % d'intention de vote, soit un niveau légèrement inférieur aux résultats de 2002 (4,5 %). 530 candidats ont été investis. Le slogan des Verts pour les législatives était : « Le monde change. Avec les Verts, changeons le monde ».

### Front national

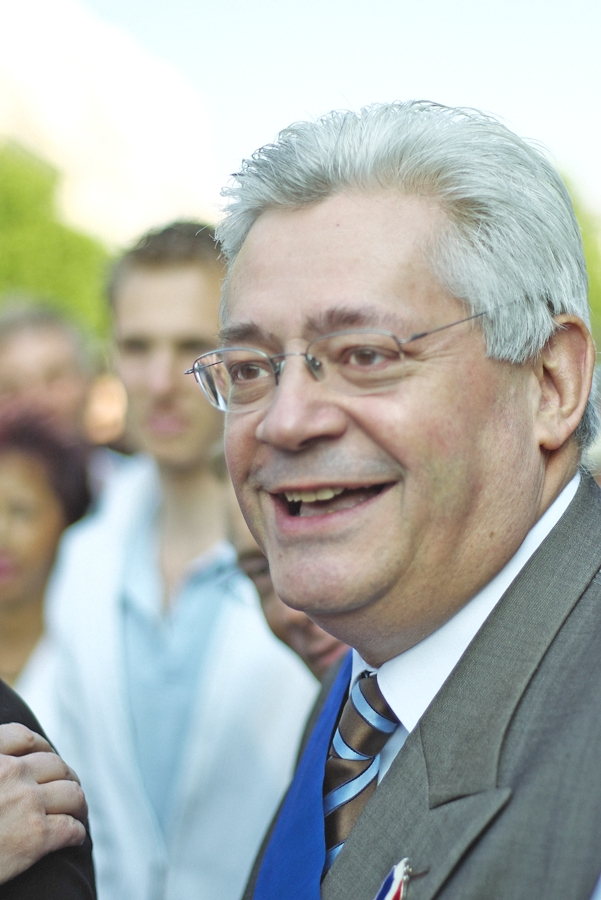
Bruno Gollnisch, no 2 et directeur de la campagne législative du Front national

Les élections législatives marquaient en un sens un tournant pour le Front national.
Alors que sa candidature à l’élection présidentielle était déjà pressentie pour être la dernière, le chef du parti Jean-Marie Le Pen avait décidé de ne pas briguer de mandat législatif. C'est le numéro deux, Bruno Gollnisch, qui avait été désigné pour diriger la campagne. Toutefois, Jean-Marie Le Pen restait très présent, les candidats investis par le FN ayant été présentés conjointement par lui et Gollnisch, tandis que sa fille Marine Le Pen, qui avait été choisie pour mener la campagne dans le Nord, devait également jouer une nouvelle fois un rôle d'importance.
Le but avoué du FN était d'obtenir au moins un député à l'Assemblée nationale et de faire mieux que les 10,44 % obtenus par le leader du F.N au premier tour de la présidentielle, appelant à un « match retour victorieux » et à « reprendre les voix » que leur aurait « volées » Nicolas Sarkozy. Ils pointaient du doigt notamment la nomination dans le gouvernement de personnalités de gauche, notamment de Bernard Kouchner
Toutefois, dans tous les sondages et prévisions, le FN tournait autour de 5 % d'intentions de votes (3,5 dans le pire des cas et 8 dans le meilleur) et aucun siège ne lui était attribué par aucun institut de sondage. Le FN avait présenté des candidats dans pratiquement toutes les circonscriptions, celles d'outre-mer étant là où il était le moins présent. Seule Marine Le Pen, en se présentant dans la 14e circonscription du Pas de Calais, a réussi à qualifier son parti au second tour.

### Extrême gauche

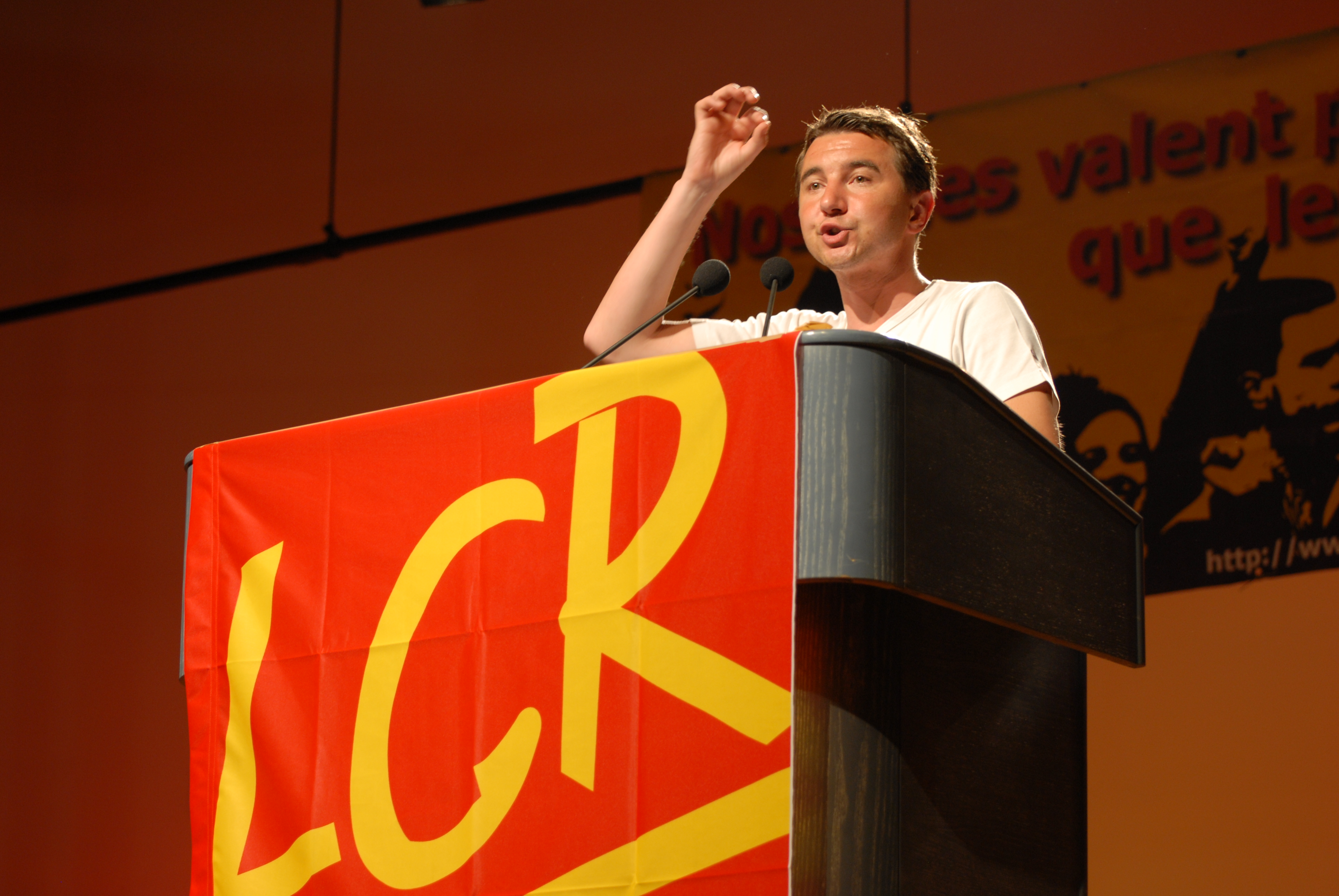
Olivier Besancenot, porte parole de la LCR

Olivier Besancenot et la LCR voulaient profiter de leur relatif bon score à la présidentielle (4,08 %) et avaient décidé ainsi de présenter 460 candidats (contre 440 en 2002). Toutefois, Olivier Besancenot n'était pas lui-même candidat. Leur slogan était : « Nos vies valent plus que leurs profits ».

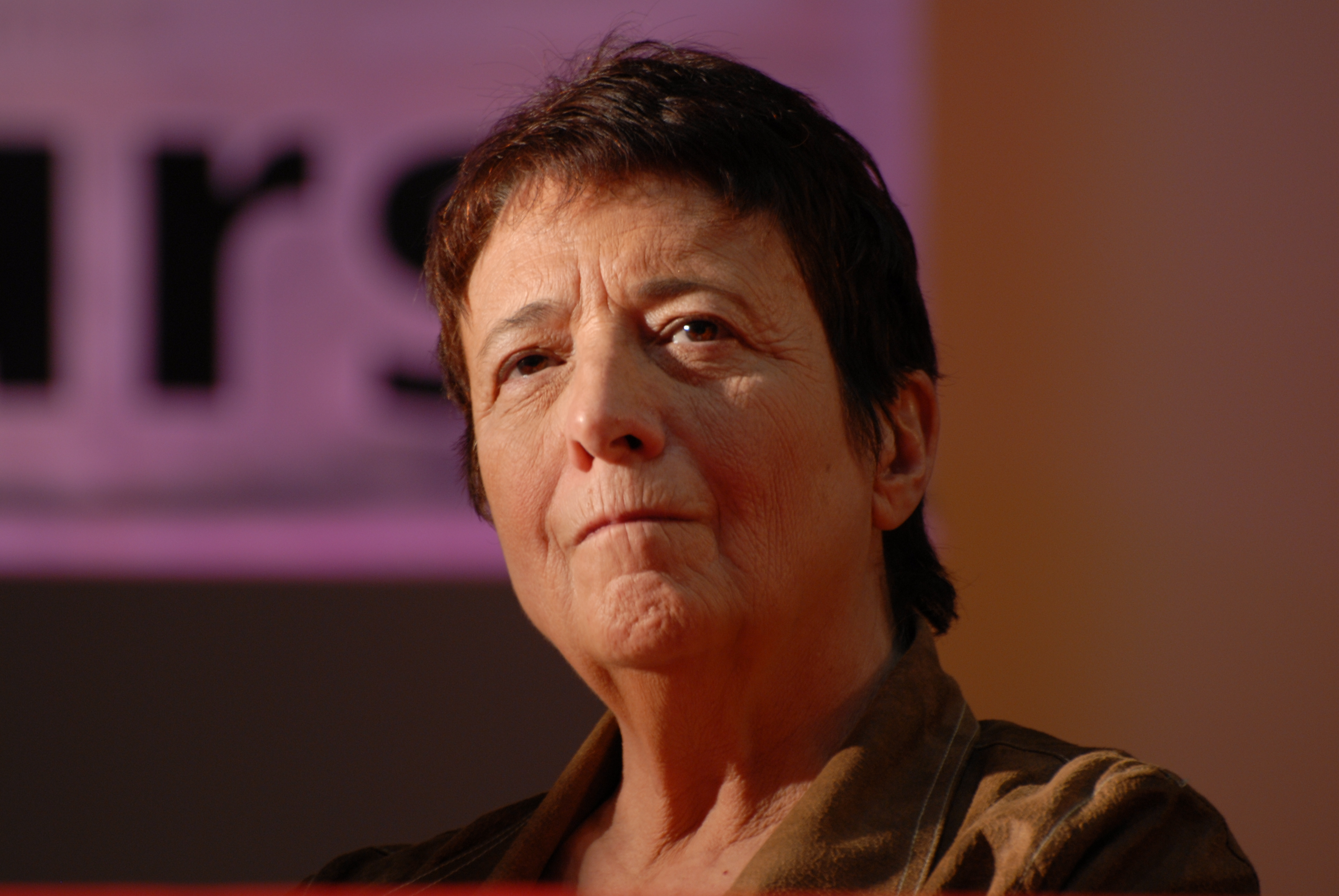
Arlette Laguiller, porte parole de Lutte ouvrière

Arlette Laguiller avait obtenu à la présidentielle de 2007 son plus mauvais score dans ce type d'élections (1,33 %, contre 5,72 % en 2002). Il s'agissait de la dernière campagne d'Arlette Laguiller tandis que la LCR bénéficiait au sein de l'électorat d'extrême gauche trostkiste de l'image jeune de son porte-parole Olivier Besancenot.
Lors des législatives de 2002, alors qu'Arlette Laguiller avait obtenu plus de 5 % à la présidentielle, LO avait obtenu au 1er tour 1,18 %. Le parti trotskiste avait toutefois décidé de présenter « plus de 560 candidates et candidats » à la fois « en France métropolitaine, en Guadeloupe, à la Martinique et à la Réunion ».

### Les autres partis
D'autres partis étaient présents, notamment ceux qui étaient représentés également à l'élection présidentielle. Le MPF de Philippe de Villiers a présenté 500 candidats, avec une parfaite parité hommes-femmes[réf. nécessaire]. La campagne du parti souverainiste était axée sur sa position revendiquée de « droite patriotique de gouvernement » montrant ainsi son attachement aux valeurs de la droite, au patriotisme et à sa volonté de gouverner.
Le MPF, qui comptait deux sortants, a vu ces derniers investis par l'UMP sous l'étiquette « majorité présidentielle » (voir plus haut).
Un sondage CSA du 6 mai 2007 accordait 2 % des voix au MPF.
Chasse, pêche, nature et traditions de Jean Saint-Josse, et le Parti des travailleurs, eux aussi présents à l'élection présidentielle, avaient présenté plusieurs candidats. La gauche antilibérale présentait une candidature labellisée « Gauche alternative 2007 » qui était présente pour les législatives. Rassemblant des candidats issus de tous les horizons de la gauche antilibérale, c’était un premier pas vers l’existence d'un « espace ouvert » issu des collectifs antilibéraux[réf. nécessaire].
Sous le slogan : « Contre l'immigration-l'islamisation-l'insécurité » le Mouvement national républicain (MNR), sous la dénomination « Alliance patriotique », avait initialement présenté 470 candidats, avant de concéder quelques désistements dans les circonscriptions dans lesquels se présentaient des candidates de la droite radicale, tels que Bruno Gollnisch pour le FN et Véronique Besse pour le MPF[réf. nécessaire]. Les résultats sont catastrophiques pour le MNR qui n'obtient que 0,39 % des voix à l'échelon national, et ne parvient pas à remplir les conditions lui donnant droit au financement public pour la nouvelle législature.
De nouveaux mouvements présentaient plus de 50 candidats, première condition ouvrant droit au financement public : Le Trèfle - Les nouveaux écologistes, la France en action, le Parti humaniste, le Mouvement écologiste indépendant, Génération écologie, etc. Mais rares ont été ceux qui ont franchi le seuil des 50 candidat(e)s à 1 % ou plus des suffrages exprimés qui ouvrait dorénavant l'accès au financement public. Dans cette dernière catégorie, figurent notamment le Trèfle et le Mouvement écologiste indépendant.
On peut également citer des candidatures d'Alternative libérale, du parti Communistes (de l'ancienne sénatrice PCF Rolande Perlican), qui présente 45 candidats, des ex-UMP de Debout la République de Nicolas Dupont-Aignan (soutenu par l'UMP dans sa circonscription), du Mouvement national républicain de Bruno Mégret, du Parti Rachid Nekkaz ou du Pôle de renaissance communiste en France[réf. nécessaire].
Enfin, il y avait des candidatures plus ponctuelles, tel que le mouvement France bonapartiste, ainsi que des régionalistes ou séparatistes comme dans les trois circonscriptions des Pyrénées-Atlantiques qui correspondent au Pays basque (4e, 5e et 6e circonscriptions), le Partit occitan qui a passé des accords avec les Verts, les nationalistes corses ou bretons, les indépendantistes martiniquais, polynésiens ou néo-calédoniens (généralement proches du PS) ou encore les partisans de la « mouvance identitaire » comme Alsace d'abord.

### Outre-mer
En Polynésie française, où le premier tour a eu lieu le 2 juin, l'Union pour la démocratie (indépendantiste) avait qualifié pour la première fois ses deux candidats pour le second tour du 16 juin, dont Oscar Temaru, mais tous les deux avaient du retard sur les candidats officiels du Tahoeraa huiraatira soutenus par l'UMP et ont finalement été battus.
En Martinique, l'indépendantiste du MIM Alfred Marie-Jeanne a été largement réélu. L'autonomiste Serge Letchimy du PPM a lui aussi été largement plébiscité dans la circonscription centre.
Les cinq circonscriptions de l'île de La Réunion sont partagées entre deux élus PS, deux élus UMP et Huguette Bello, unique députée du Parti communiste réunionnais (PCR).

### Diversité des candidats
À la suite des nombreux débats sur les discriminations et la représentation de toute la population, la plupart des partis s'étaient engagés à faire des efforts pour tendre vers la parité avoir une meilleure représentation des « minorités visibles » .
Selon Louis-Georges Tin, le CRAN avait dénombré deux candidats noirs pour l'UMP (0,36 %), trois pour le PS (0,59 %) qui présentait néanmoins « une vingtaine d'Arabes », cinq pour les Verts (0,9 %), six pour l'UDF (1,12 %), à côté de 18 « candidats arabes », et trois pour le PRG (4,54 %), qui ne présentait que 66 candidats, en se fondant sur l'apparence des photos de campagne. Soit un total de 19 candidats (0,5 %). « Ces candidats de la diversité sont la plupart du temps dans des circonscriptions difficiles à gagner » affirmait M. Tin.
Seuls deux candidats « de la diversité », tous deux PS, ont été élus en métropole : Henri Jibrayel, fils d'un immigré libanais, à Marseille, et George Pau-Langevin, native de Guadeloupe, à Paris, mais 10 autres ont obtenu entre 40 et 49 % au second tour, 6 PS, 2 UMP, 1 PRG et 1 PCF. Sept autres encore, 6 UMP et 1 MRC, sont arrivés jusqu'au second tour mais n'y ont obtenu que moins de 40 %, ce qui reflète surtout la nature des circonscriptions où étaient présentés ces candidats, opposés à des sortants de l'autre camp politique pour leur quasi-totalité.

## Résultats

### Résultats nationaux
| |                                     |                           |                           |                           |                          |                          |                          |        |      |  |  |  |
| |                                     | Premier tour 10 juin 2007 | Premier tour 10 juin 2007 | Premier tour 10 juin 2007 | Second tour 17 juin 2007 | Second tour 17 juin 2007 | Second tour 17 juin 2007 |        |      |  |  |  |
| |                                     |                           |                           |                           |                          |                          |                          |        |      |  |  |  |
| |                                     | Nombre                    | % des inscrits            | % des inscrits            | Nombre                   | % des inscrits           | % des inscrits           |        |      |  |  |  |
| Inscrits                                                                                                  | Inscrits                            | 43 888 779                | 100,00                    | 100,00                    | 35 223 911               | 100,00                   | 100,00                   |        |      |  |  |  |
| Abstentions                                                                                               | Abstentions                         | 17 363 796                | 39,56                     | 39,56                     | 14 093 565               | 40,01                    | 40,01                    |        |      |  |  |  |
| Votants                                                                                                   | Votants                             | 26 524 983                | 60,44                     | 60,44                     | 21 130 346               | 59,99                    | 59,99                    |        |      |  |  |  |
| |                                     |                           | % des votants             | % des votants             |                          | % des votants            | % des votants            |        |      |  |  |  |
| Bulletins blancs et nuls                                                                                  | Bulletins blancs et nuls            | 501 931                   | 1,89                      | 1,89                      | 723 561                  | 3,42                     | 3,42                     |        |      |  |  |  |
| Suffrages exprimés                                                                                        | Suffrages exprimés                  | 26 023 032                | 98,11                     | 98,11                     | 20 406 785               | 96,58                    | 96,58                    |        |      |  |  |  |
| |                                     |                           |                           |                           |                          |                          |                          |        |      |  |  |  |
| Étiquette politique                                                                                       | Étiquette politique                 | Voix                      | % des exprimés            | +/-                       | Voix                     | % des exprimés           | +/-                      | Sièges | +/-  |  |  |  |
| |                                     |                           |                           |                           |                          |                          |                          |        |      |  |  |  |
| | Union pour un mouvement populaire   | 10 289 028                | 39,54                     | +6,24                     | 9 463 408                | 46,37                    | -0,89                    | 313    | -49  |  |  |  |
| | Divers droite                       | 641 600                   | 2,47                      | -0,82                     | 238 585                  | 1,17                     | - 0,12                   | 9      | +1   |  |  |  |
| | Majorité présidentielle             | 616 443                   | 2,37                      | -                         | 432 921                  | 2,12                     | -                        | 22     | -    |  |  |  |
| | Nouveau Centre                      | 416 361                   | 2,04                      | -                         | 432 921                  | 2,12                     | -                        | 17     | -    |  |  |  |
| | Mouvement pour la France            | 312 587                   | 1,20                      | +0,40                     | 0                        | 0                        | 0                        | 1      | 0    |  |  |  |
| | Droite parlementaire                | 11 859 658                | 45,57                     |                           | 10 134 914               | 49,66                    |                          | 345    | 59,8 |  |  |  |
| |                                     |                           |                           |                           |                          |                          |                          |        |      |  |  |  |
| | Parti socialiste                    | 6 436 136                 | 24,73                     | +0,62                     | 8 622 529                | 42,25                    | +6,99                    | 186    | +46  |  |  |  |
| | Parti communiste français           | 1 115 719                 | 4,29                      | -0,53                     | 464 739                  | 2,28                     | -0,98                    | 15     | -6   |  |  |  |
| | Les Verts                           | 845 884                   | 3,25                      | -1,26                     | 90 975                   | 0,45                     | -2,74                    | 4      | +1   |  |  |  |
| | Divers gauche dont MRC              | 513 457                   | 1,97                      | +0,88                     | 503 674                  | 2,47                     | +1,20                    | 15     | +9   |  |  |  |
| | Parti radical de gauche             | 343 580                   | 1,32                      | -0,23                     | 333 189                  | 1,63                     | -0,52                    | 7      | -1   |  |  |  |
| | Gauche parlementaire                | 9 254 776                 | 35,56                     |                           | 10 015 106               | 49,08                    |                          | 227    | +49  |  |  |  |
| |                                     |                           |                           |                           |                          |                          |                          |        |      |  |  |  |
| | UDF - Mouvement démocrate           | 1 981 121                 | 7,61                      | +2,76                     | 100 106                  | 0,49                     | -3,43                    | 3      | -23  |  |  |  |
| | Front national                      | 1 116 005                 | 4,29                      | -7,05                     | 17 107                   | 0,08                     | -1,17                    | 0      | 0    |  |  |  |
| | Extrême gauche dont LCR & LO        | 887 887                   | 3,41                      | +0,62                     | 0                        | 0                        | 0                        | 0      | 0    |  |  |  |
| | Divers                              | 267 987                   | 1,03                      | +1,03                     | 33 068                   | 0,16                     | +0,10                    | 1      | 0    |  |  |  |
| | Chasse, pêche, nature et traditions | 213 448                   | 0,82                      | -0,85                     | 0                        | 0                        | 0                        | 0      | 0    |  |  |  |
| | Écologistes                         | 208 465                   | 0,80                      | -0,37                     | 0                        | 0                        | 0                        | 0      | 0    |  |  |  |
| | Régionaliste                        | 131 585                   | 0,51                      | +0,25                     | 106 459                  | 0,52                     | +0,38                    | 1      | +1   |  |  |  |
| | Extrême droite dont MNR             | 102 100                   | 0,39                      | -0,94                     | 0                        | 0                        | 0                        | 0      | 0    |  |  |  |
| Source : Résultats proclamés par les commissions de recensement, publiés par le Ministère de l'Intérieur. |                                     |                           |                           |                           |                          |                          |                          |        |      |  |  |  |

Les résultats officiels sur le site officiel du ministère de l'Interieur

### Résultats par département
Les résultats sont consultables sur le site du ministère de l'intérieur.

## Composition de l'Assemblée nationale
| Groupe parlementaire               | Groupe parlementaire               | Groupe parlementaire               | Députés                            | Députés                            | Députés | Président déclaré |
| Groupe parlementaire               | Groupe parlementaire               | Groupe parlementaire               | Membres                            | Apparentés                         | Total   | Président déclaré |
| ---------------------------------- | ---------------------------------- | ---------------------------------- | ---------------------------------- | ---------------------------------- | ------- | --- |
|                                    | UMP                                | Union pour un mouvement populaire  | 314                                | 6                                  | 320     | Jean-François Copé jusqu'au 23 novembre 2010, puis Christian Jacob                                                       |
|                                    | SRC                                | Socialiste, radical, citoyen       | 186                                | 18                                 | 204     | Jean-Marc Ayrault |
|                                    | NC                                 | Nouveau Centre                     | 20                                 | 3                                  | 23      | François Sauvadet jusqu'au 29 juin 2011 puis Hervé de Charette par intérim jusqu'au 6 juillet 2011 et enfin Yvan Lachaud |
|                                    | GDR                                | Gauche démocrate et républicaine   | 24                                 | 0                                  | 24      | Présidence tournante : Jean-Claude Sandrier, Yves Cochet jusqu'au 29 novembre 2011 puis Roland Muzeau                    |
|                                    |                                    |                                    |                                    |                                    |         | |
| Total de députés membre de groupes | Total de députés membre de groupes | Total de députés membre de groupes | Total de députés membre de groupes | Total de députés membre de groupes | 571     | |
|                                    | Députés non-inscrits               | Députés non-inscrits               | Députés non-inscrits               | Députés non-inscrits               | 6       | |
|                                    |                                    |                                    |                                    |                                    |         | |
| Total des sièges pourvus           | Total des sièges pourvus           | Total des sièges pourvus           | Total des sièges pourvus           | Total des sièges pourvus           | 577     | |

| Député                | Étiquette           | Apparenté au groupe |
| --------------------- | ------------------- | ------------------- |
| Jean Dionis du Séjour | Maj. présidentielle | NC                  |
| Philippe Folliot      | Maj. présidentielle | NC                  |
| Gabriel Biancheri     | UMP                 | UMP                 |
| Jean-Pierre Decool    | apparenté UMP       | UMP                 |
| Alain Ferry           | UMP                 | UMP                 |
| Arlette Grosskost     | UMP                 | UMP                 |
| Franck Marlin         | UMP                 | UMP                 |
| Joël Sarlot           | DVD                 | UMP                 |
| Chantal Berthelot     | DVG                 | SRC                 |
| Guy Chambefort        | DVG                 | SRC                 |
| Gérard Charasse       | PRG                 | SRC                 |
| René Dosière          | DVG                 | SRC                 |
| Paul Giacobbi         | PRG                 | SRC                 |
| Annick Girardin       | PRG                 | SRC                 |
| Joël Giraud           | PRG                 | SRC                 |
| Christian Hutin       | MRC                 | SRC                 |
| Serge Letchimy        | DVG                 | SRC                 |
| Albert Likuvalu       | PS                  | SRC                 |
| Jeanny Marc           | DVG                 | SRC                 |
| Dominique Orliac      | PRG                 | SRC                 |
| Sylvia Pinel          | PRG                 | SRC                 |
| Martine Pinville      | DVG                 | SRC                 |
| Simon Renucci         | DVG                 | SRC                 |
| Chantal Robin-Rodrigo | PRG                 | SRC                 |
| Marcel Rogemont       | DVG                 | SRC                 |
| Christiane Taubira    | Walwari/PRG         | SRC                 |
| Total                 | -                   | 27                  |

Source : page dédiée aux groupes sur le site de l'Assemblée nationale

## Sondages

### Premier tour
| Institut | Date                    | Échantillon | Extrême gauche | PCF   | PS     | Les Verts | UDF–MoDem | Divers droite | UMP  | FN  | Autres |
| Institut | Date                    | Échantillon |                |       |        |           |           |               |      |     |        |
| Ifop     | 30 mai et 1er juin 2007 | 929         | 4 %            | 4,5 % | 27 %   | 3 %       | 9 %       | 1,5 %         | 41 % | 6 % | 4 %    |
| Ifop     | 24 et 25 mai 2007       | 931         | 2 %            | 3,5 % | 27,5 % | 4 %       | 12 %      | 2 %           | 41 % | 6 % | 2 %    |
| Ipsos    | 19 mai 2007             | 968         | 4 %            | 3 %   | 29 %   | 4 %       | 9 %       | 2,5 %         | 41 % | 6 % | 1,5 %  |
| Ipsos    | 11 et 12 mai 2007       | 948         | 3 %            | 3,5 % | 28 %   | 4 %       | 10 %      | -             | 40 % | 8 % | 3,5 %  |
| Ifop     | 10 et 11 mai 2007       | 885         | 3 %            | 4 %   | 28 %   | 4 %       | 14 %      | 2 %           | 37 % | 7 % | 1 %    |
| Ifop     | 3 et 4 mai 2007         | 883         | 4 %            | 4 %   | 29 %   | 5 %       | 12 %      | 3 %           | 34 % | 7 % | 2 %    |

### Projections en sièges
| Sondeur   | Date                    | Échantillon | EXG   | PCF        | PS DVG          | Les Verts | UDF–MoDem | UMP DVD         | MPF       | FN    |
| --------- | ----------------------- | ----------- | ----- | ---------- | --------------- | --------- | --------- | --------------- | --------- | ----- |
| Sondeur   | Date                    | Échantillon |       |            |                 |           |           |                 |           |       |
| Résultats | 17 juin 2007            | —           | 0 0 % | 15 3 %     | 208 36 %        | 4 1 %     | 3 1 %     | 344 60 %        | 1 0 %     | 0 0 % |
| Ifop      | 31 mai et 1er juin 2007 | 929         | 0 %   | 9-15 2-3 % | 80-120 14-21 %  | 0-2 0-0 % | 0-4 0-1 % | 420-460 73-80 % | 2 0 %     | 0 %   |
| Ifop      | 24 et 25 mai 2007       | 931         | 0 %   | 6-10 1-2 % | 90-130 16-23 %  | 0-2 0-0 % | 0-6 0-1 % | 410-450 71-78 % | 2 0 %     | 0 %   |
| Ifop      | 10 et 11 mai 2007       | 885         | 0 %   | 9-13 2-2 % | 149-190 26-33 % | 0-4 0-1 % | 0-8 0-1 % | 336-390 58-68 % | 0-2 0-0 % | 0 %   |

## Analyse des résultats
La majorité présidentielle de Nicolas Sarkozy, composée de l'Union pour un mouvement populaire (UMP) et de ses alliés (principalement le Nouveau Centre, le Mouvement pour la France et quelques élus divers droite) a remporté environ 60 % des sièges. Ces résultats sont décevants, car si elle a obtenu la majorité absolue, elle recule en nombre de sièges malgré d'excellents scores au premier tour. La « vague bleue » pronostiquée à tort par les médias et les instituts de sondages n'a pas eu lieu, en grande partie à cause d'un spectaculaire retournement de situation entre les deux tours en faveur de la gauche. Avec 45,6 % des suffrages exprimés et 108 députés élus, la droite paraissait triomphante au premier tour. Mais avec moins de 50 % au second tour, elle se retrouve au coude à coude avec la gauche. Quelques défaites symboliques sont à signaler, comme celle d'Alain Juppé, battu dans sa circonscription de Bordeaux, contraint de quitter son poste de ministre. La polémique entre les deux tours sur l'instauration d'une « TVA sociale » évoquée par le ministre des finances Jean-Louis Borloo et le premier ministre, ainsi que le pronostic d'une très grande majorité aurait désavantagé la droite au second tour : une partie de son électorat se serait démobilisée tandis que l'électorat de gauche se serait remobilisé alors même qu'une majorité d'électeurs de l'UDF-Mouvement démocrate aurait voté pour les candidats socialistes.
À l'opposé, le Parti socialiste a obtenu davantage de députés que prévu par les instituts de sondage, et nombre de ses personnalités sont parvenues à être élues malgré un premier tour délicat. Les socialistes sont 186, contre 138 à l'issue du scrutin de 2002. Leur progression est particulièrement marquée dans le sud-ouest, de manière moins nette dans le centre et en Bretagne, tandis qu'ils maintiennent leur influence dans les circonscriptions déjà remportées en 2002, notamment dans le nord. Si le PS se contente de stagner au premier tour, il effectue une véritable percée au second, gagnant sept points et 45 élus par rapport à 2002.
Cette progression n'a pas profité aux autres partis de gauche : le Parti communiste français (PCF), avec moins de 20 députés élus (15 selon le ministère de l'intérieur, 19 si l'on tient aussi compte de dissidents comme Maxime Gremetz ou d'apparentés comme Jacques Desallangre), n'est plus en mesure de constituer un groupe parlementaire pour la première fois depuis 1958. La présence de candidats du PS dans toutes les circonscriptions où ses députés sortants se représentaient a notamment entraîné plusieurs désistements au second tour, en vertu de la « discipline républicaine » en vigueur entre les deux partis depuis 1962, souvent défavorables au PCF.
En recul au premier tour avec un peu plus de 3 % des voix, Les Verts obtiennent quatre élus au second tour sur les quatre candidats ayant pu se maintenir à l'issue du premier, soit un de plus qu'en 2002. Il est à noter que dans ces quatre circonscriptions, les Verts avaient obtenu le soutien du PS dès le premier tour. À noter également que les scores nationaux de ces deux partis sont nettement supérieurs à ceux obtenus par Marie-George Buffet et Dominique Voynet au premier tour de l'élection présidentielle du mois précédent. Le PCF, les Verts et quelques élus divers gauche ont par la suite formé un groupe technique, baptisé Gauche démocrate et républicaine (GDR).
Malgré un score toujours aussi faible, le Parti radical de gauche (PRG) a encore su tirer profit de sa généreuse alliance avec le PS : il envoie sept élus siéger à la chambre basse, soit un de moins qu'en 2002. Bénéficiant d'un accord nettement moins avantageux, le Mouvement républicain et citoyen (MRC) n'obtiendra guère qu'un seul élu. Son président, Jean-Pierre Chevènement, n'est notamment pas parvenu à reprendre son siège de député du Territoire de Belfort à l'UMP. Après avoir cherché à constituer un groupe indépendant avec d'autres élus de gauche non-membres du PS, ils formeront finalement le groupe Socialiste, radical et citoyen (SRC), fort de plus de 200 membres, avec les députés du PS.
Victimes du mode de scrutin majoritaire, les candidats de l'UDF-Mouvement démocrate (l'acronyme UDF signale que ce parti ne s'est pas encore officiellement transformé en Mouvement démocrate) n'a obtenu que trois sièges en métropole, en comptant le député de la Seine-Saint-Denis Jean-Christophe Lagarde, qui rejoindra le Nouveau centre deux jours après sa réélection. Avec un score national de 7,6 % au premier tour, ses résultats sont extrêmement décevants par rapport au score obtenu par François Bayrou au premier tour de l'élection présidentielle. Avec un chiffre national nettement inférieur, les scissionnistes du Nouveau Centre ont pu former de justesse un groupe parlementaire d'une vingtaine de membres (dont 17 sous l'étiquette PSLE « majorité présidentielle »), tirant profit de leur alliance particulièrement avantageuse avec l'UMP.
Outre Jean Lassalle et François Bayrou lui-même, le MoDem a reçu le renfort du maorais Abdoulatifou Aly, candidat de la « Force de l’alternance » du Mouvement départementaliste mahorais,, étiqueté "divers" par le ministère de l'Intérieur, investi par le MoDem au second tour. Le candidat officiellement soutenu par l'UDF-Modem au premier tour à Mayotte était Daroussi Zainadini, candidat du courant majoritaire du MDM, proche d’Adrien Giraud (Sénateur mahorais MoDem),. Le positionnement de M. Aly restera au début assez flou, celui-ci choisissant dans un premier temps de siéger en tant qu'apparenté au groupe Nouveau centre. Les trois députés démocrates siègeront finalement en tant que non-inscrits.
Le Front national (FN), subissant le contrecoup de la débâcle de Jean-Marie Le Pen au premier tour de l'élection présidentielle (10,4 % des voix et une quatrième place contre près de 17 % et une qualification au second tour en 2002), s'effondre à un peu plus de 4 % des suffrages exprimés. Ses candidats sont éliminés dans toutes les circonscriptions excepté celle de Hénin-Beaumont, où Marine Le Pen réalise paradoxalement un excellent score de l'ordre de 41,5 % des voix. Cumulés aux chiffres très faibles des candidats du Mouvement national républicain (MNR), devenu marginal, ces résultats sont les plus mauvais pour l'extrême droite française depuis sa percée aux élections européennes de 1984.
Signe de cette évolution, une seule triangulaire aura lieu, dans la quatrième circonscription des Pyrénées-Atlantiques opposant un candidat socialiste et un candidat UMP au député sortant Jean Lassalle (MoDem), ce dernier se voyant finalement réélu. De toute l'histoire de la Cinquième République, il n'y a jamais eu aussi peu de triangulaires lors d'élections législatives. Ces résultats contrastent avec ceux des élections législatives de 1993, 1997 et 2002, au cours desquels un très grand nombre de candidats du FN ont été en mesure de se maintenir au second tour contre les candidats de la gauche ou de la droite institutionnelles, provoquant ainsi autant de triangulaires.

## Composition sociologique de l'Assemblée
107 femmes ont été élues ou réélues, soit 18,54 % du nombre total de députés :
- 46 élues de droite (45 pour l'UMP, 1 pour le MPF);
- 61 élues de gauche (dont 49 PS, 4 PC, 5 PRG, 1 Verte, 2 DVG).

Seuls deux candidats « de la diversité », tous deux PS, ont été élus en métropole : Henri Jibrayel, fils d'un immigré libanais, à Marseille, et George Pau-Langevin, native de Guadeloupe, à Paris, mais 10 autres ont obtenu entre 40 et 49 % au second tour, 6 PS, 2 UMP, 1 PRG et 1 PCF.
Sept autres encore, 6 UMP et 1 MRC, sont arrivés jusqu'au second tour mais n'ont pas été élus.
Par comparaison, en 2002 seuls deux candidats de ce type étaient arrivés jusqu'au second tour, Mounia Viprey-Bounajma et Souhila Nador, toutes deux PS et franciliennes.
Au niveau socio-professionnel, l'Assemblée compte un magistrat, Jean-Paul Garraud (ex-juge d'instruction) et un seul ouvrier, Maxime Gremetz, alors que les ouvriers représentaient encore 24,5 % de la population active en 2007.